# Szakagucsi Moeno
Szakagucsi Moeno (阪口 萌乃; Hepburn: Sakaguchi Moeno) (Kanagava prefektúra, 1992. június 4. –) japán válogatott labdarúgó.

## Klub
2013 óta a Albirex Niigata csapatának játékosa, ahol 118 bajnoki mérkőzésen lépett pályára és 15 gólt szerzett.

## Nemzeti válogatott
2018-ban debütált a japán válogatottban. A japán válogatott tagjaként részt vett a 2018-as Ázsia-kupán. A japán válogatottban 10 mérkőzést játszott.

## Statisztika
| Japán válogatott | Japán válogatott | Japán válogatott |
| Időszak          | Mérk.            | gól              |
| ---------------- | ---------------- | ---------------- |
| 2018             | 10               | 1                |
| Összesen         | 10               | 1                |

## Sikerei, díjai
Japán válogatott
- Ázsia-kupa:  Arany; 2018

Egyéni
- Az év Japán csapatában: 2018